# SN 1995K
SN 1995K – supernowa typu Ia odkryta 30 marca 1995 roku w galaktyce A105047-0915. W momencie odkrycia miała maksymalną jasność 22,50m.
Światło od supernowej ma przesunięcie ku czerwieni z=0,479. Zwolnione wyraźnie tempo spadku jasności tej supernowej interpretowane jest jako ewidentny dowód na to, że obserwowane przesunięcie ku czerwieni widm odległych galaktyk jest wynikiem rozszerzania się Wszechświata. 